# Heubedampfen

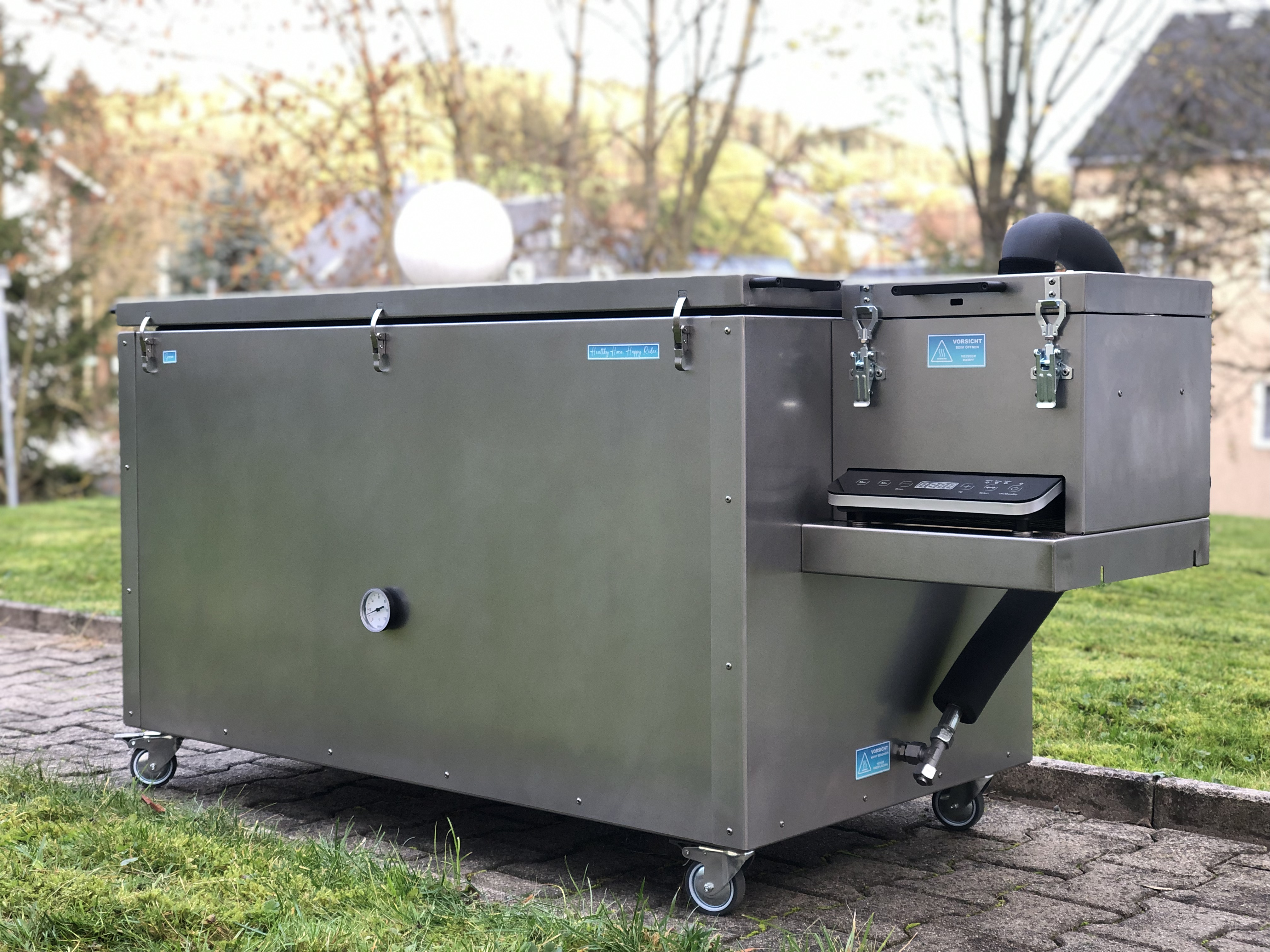
Heubedampfer

Heubedampfen ist ein Prozess, um Staub zu binden, sowie um Schimmelsporen und Keime im Heu zu reduzieren. Vor allem Pferde mit Allergien und equinem Asthma vertragen dadurch die Heufütterung deutlich besser. Beim Bedampfen kann sich jedoch auch der Nährstoffgehalt (Mineralstoffe, Protein, Nicht-Strukturkohlenhydrate und Stärke) verringern, dies muss bei schwerfuttrigen Pferden beachtet werden, die Mühe haben ausreichend Nahrung aufzunehmen, um ihren Bedarf zu decken und dadurch zu Untergewicht tendieren.

## Funktion und Anwendung
Beim Heubedampfen wird Wasserdampf, der in einem Dampferzeuger durch Erhitzen von Wasser generiert wird, in einen Heubedampfer geleitet. Das sich darin befindende Heu wird durch den Wasserdampf auf Temperaturen von mindestens 80 °C bis zu maximal 100 °C erhitzt.
Um das Heu sicher zu bedampfen, ist eine Mindesttemperatur von 80 °C erforderlich. Der Bedampfungsvorgang sollte dann noch 10 bis 20 Minuten mit dieser Temperatur erfolgen. Bedampftes Heu sollte anschließend innerhalb von 48 Stunden verfüttert werden. Danach besteht die Gefahr, dass sich erneut Keime im Heu bilden.

## Nährstoffgehalt
Der Nährstoffgehalt und vor allem der Proteingehalt im Heu kann beim Bedampfen sinken. Dies kann zu Mangelerscheinungen führen und sollte gegebenenfalls durch proteinreiche Nahrungsergänzungen wie Bierhefe, Leinsamen oder Sojaschrot ausgeglichen werden.
Mehrere Studien deuten darauf hin, dass beim Heubedampfen verschiedene Nährstoffe im Heu besser erhalten werden als beim Einweichen.